# Tom Vaughan
Thomas "Tom" Vaughan, född 5 september 1969 i Glasgow (uppvuxen i den närbelägna kuststaden Helensburgh), är en skotsk TV- och filmregissör. Han ligger bland annat bakom regin i produktioner som Kalla fötter (1999), What Happens in Vegas (2008) och Extraordinary Measures (2010). Han har också studerat drama vid Universitetet i Bristol, där han tog examen under år 1990.

## Filmografi (i urval)

### Filmer
- 2006 – Starter for 10
- 2008 – What Happens in Vegas
- 2010 – Extraordinary Measures
- 2013 – So Undercover
- 2014 – Den engelska romantikern

### TV-serier
- 1999 – Kalla fötter (TV-serie)
- 2007 – John from Cincinnati (TV-serie)
- 2007 – Big Love (TV-serie)
- 2013 – Unge kommissarie Morse (TV-serie)
- 2015 – Doctor Foster (TV-serie)
- 2016 – Victoria (TV-serie)
- 2020 – The Flight Attendant (TV-serie)
- 2024 – En duktig flickas handbok i mord (TV-serie)

### Miniserier
- 2018 – Press (TV-serie)
- 2020 – The Singapore Grip (TV-serie)